# Pamplona (Negros Oriental)
Pamplona is een gemeente in de Filipijnse provincie Negros Oriental. Bij de laatste census in 2007 had de gemeente bijna 35 duizend inwoners.

## Geografie

### Bestuurlijke indeling
Pamplona is onderverdeeld in de volgende 16 barangays:
| - Abante - Balayong - Banawe - Datagon - Fatima - Inawasan - Magsusunog - Malalangsi | - Mamburao - Mangoto - Poblacion - San Isidro - Santa Agueda - Simborio - Yupisan - Calicanan |

## Demografie
Pamplona had bij de census van 2007 een inwoneraantal van 34.557 mensen. Dit zijn 1.767 mensen (5,4%) meer dan bij de vorige census van 2000. De gemiddelde jaarlijkse groei komt daarmee uit op 0,73%, hetgeen lager is dan het landelijk jaarlijks gemiddelde over deze periode (2,04%).

De bevolkingsdichtheid van Pamplona was ten tijde van de laatste census, met 34.557 inwoners op 216,7 km², 159,5 mensen per km².